# Komet Catalina-McNaught
Komet Catalina-McNaught ali P/2008 S1 je komet, ki ga je kot asteroid odkril italijanski astronom Andrea Boattini (rojen 1969) v okviru programa Catalina Sky Survey in Robert H. McNaught v okviru programa Siding Spring Survey.
Komet pripada Jupitrovi družini kometov .

## Odkritje
Komet je odkril Robert H. McNaught 17. september 2008, ko je deloval v programu Siding Spring Survey. Marsden je povezal ta komet z asteroidom
2008 JK, ki ga je odkril A. Boattini že v maju v okviru programa Catalina Sky Survey . 
Zaradi tega so ga preimenovali v komet Catalina-McNaught.

## Lastnosti
Soncu se je najbolj približal 1. oktobra 2008 , 
ko je bil na razdalji okoli 1,2 a.e. od Sonca. Njegova magnituda je bila ob odkritju 17. V letu 1990 se je gibal samo 0,18 a.e. od Jupitra ..